# Natanaelstjärnen
Natanaelstjärnen är en sjö i Skellefteå kommun i Västerbotten och ingår i Byskeälvens huvudavrinningsområde. Sjön har en area på 0,0318 kvadratkilometer och ligger 291 meter över havet. Natanaelstjärnen ligger i Byskeälven Natura 2000-område.

## Delavrinningsområde
Natanaelstjärnen ingår i det delavrinningsområde (724444-170725) som SMHI kallar för Mynnar i Hobergsbäcken. Medelhöjden är 308 meter över havet och ytan är 7,3 kvadratkilometer. Det finns inga avrinningsområden uppströms utan avrinningsområdet är högsta punkten. Vattendraget som avvattnar avrinningsområdet har biflödesordning 4, vilket innebär att vattnet flödar genom totalt 4 vattendrag innan det når havet efter 83 kilometer. Avrinningsområdet består mestadels av skog (96 procent). Avrinningsområdet har 0,23 kvadratkilometer vattenytor vilket ger det en sjöprocent på 3,1 procent.